# Jizan
Jizan (tiếng Ả Rập: جازان jazān), cong viết là Jazan, Gizan hay Gazan, là một thành phố cảng và là thủ phủ của vùng Jizan, nằm tại góc tây nam của Ả Rập Xê Út và gần biên giới với Yemen. Thành phố Jazan nằm bên bờ biển Đỏ và có vai trò là khu trung tâm nông nghiệp lớn của một vùng 1,5 triệu dân (2010). Khu vực sản xuất được các loại quả nhiệt đới có chất lượng cao như xoài, sung và đu đủ. Cư dân Jazan là người Ả Rập và hầu như toàn bộ đều là tín đồ Hồi giáo Sunni.
Vào đầu thế kỷ 20, Jazan là một địa điểm chính về đánh bắt ngọc trai. Khi Chiến tranh thế giới thứ nhất bùng phát, mậu dịch tại Jazan suy thoái và được chuyển đến Al Hudaydah. Ngày nay, các dự án tham vọng về phát triển giao thông, năng lượng tái tạo, du lịch và nông nghiệp được thực hiện tại vùng Jazan, đặc biệt là tại Thành phố kinh tế Jazan, bao gồm một nhà máy luyện nhôm trị giá 3 tỉ USD Saudi Aramco cho xây dựng nhà máy lọc dầu 400.000 bpd gắn với hạ tầng đầu cuối trên biển Đỏ gần Jazan, hoàn thành vào cuối năm 2016.
Jizan đã chuyển đổi thành một trung tâm của ngành hàng hải tại vương quốc. Hơn nữa, vùng ngoại vi phía nam và phía tây của thành phố là nơi vương quốc muốn chuyển đổi thành trung tâm nông nghiệp quốc gia do có nước ngầm cũng như đất đai phì nhiêu và đa dạng.
Jazan có khí hậu hoang mạc nóng (Köppen: BWh) với nhiệt độ trung bình năm là trên 30 °C. Thời tiết quanh năm đều rất nóng, và nhiệt độ trung bình tại đây thuộc vào hàng nóng nhất thế giới, thậm chí kể cả vào mùa đông vốn ngắn ngủi. Thành phố có độ ẩm cao song đến mức khô nẻ trong vài tháng, khiến thời tiết rất ngột ngạt. Nhiệt độ cao kỷ lục là 46,3 °C vào ngày 15 tháng 9 năm 2006, còn nhiệt độ thấp nhất là 11,8 °C vào ngày 7 tháng 2 năm 1993.
| Dữ liệu khí hậu của Jizan (1985-2010)   | Dữ liệu khí hậu của Jizan (1985-2010) | Dữ liệu khí hậu của Jizan (1985-2010) | Dữ liệu khí hậu của Jizan (1985-2010) | Dữ liệu khí hậu của Jizan (1985-2010) | Dữ liệu khí hậu của Jizan (1985-2010) | Dữ liệu khí hậu của Jizan (1985-2010) | Dữ liệu khí hậu của Jizan (1985-2010) | Dữ liệu khí hậu của Jizan (1985-2010) | Dữ liệu khí hậu của Jizan (1985-2010) | Dữ liệu khí hậu của Jizan (1985-2010) | Dữ liệu khí hậu của Jizan (1985-2010) | Dữ liệu khí hậu của Jizan (1985-2010) | Dữ liệu khí hậu của Jizan (1985-2010) |
| Tháng                                   | 1                                     | 2                                     | 3                                     | 4                                     | 5                                     | 6                                     | 7                                     | 8                                     | 9                                     | 10                                    | 11                                    | 12                                    | Năm                                   |
| --------------------------------------- | ------------------------------------- | ------------------------------------- | ------------------------------------- | ------------------------------------- | ------------------------------------- | ------------------------------------- | ------------------------------------- | ------------------------------------- | ------------------------------------- | ------------------------------------- | ------------------------------------- | ------------------------------------- | ------------------------------------- |
| Cao kỉ lục °C (°F)                      | 34.0 (93.2)                           | 34.9 (94.8)                           | 38.1 (100.6)                          | 41.1 (106.0)                          | 44.0 (111.2)                          | 42.7 (108.9)                          | 42.3 (108.1)                          | 45.3 (113.5)                          | 46.3 (115.3)                          | 43.0 (109.4)                          | 42.3 (108.1)                          | 38.0 (100.4)                          | 46.3 (115.3)                          |
| Trung bình ngày tối đa °C (°F)          | 30.8 (87.4)                           | 31.2 (88.2)                           | 33.0 (91.4)                           | 35.5 (95.9)                           | 37.4 (99.3)                           | 38.4 (101.1)                          | 38.3 (100.9)                          | 38.1 (100.6)                          | 38.0 (100.4)                          | 36.7 (98.1)                           | 34.4 (93.9)                           | 31.9 (89.4)                           | 35.3 (95.5)                           |
| Trung bình ngày °C (°F)                 | 26.1 (79.0)                           | 26.7 (80.1)                           | 28.2 (82.8)                           | 30.5 (86.9)                           | 32.2 (90.0)                           | 33.5 (92.3)                           | 33.6 (92.5)                           | 33.2 (91.8)                           | 33.0 (91.4)                           | 31.3 (88.3)                           | 29.2 (84.6)                           | 26.9 (80.4)                           | 30.4 (86.7)                           |
| Tối thiểu trung bình ngày °C (°F)       | 21.6 (70.9)                           | 22.6 (72.7)                           | 24.1 (75.4)                           | 26.1 (79.0)                           | 27.8 (82.0)                           | 29.6 (85.3)                           | 30.1 (86.2)                           | 29.6 (85.3)                           | 28.8 (83.8)                           | 26.4 (79.5)                           | 24.6 (76.3)                           | 22.6 (72.7)                           | 26.2 (79.2)                           |
| Thấp kỉ lục °C (°F)                     | 14.9 (58.8)                           | 11.8 (53.2)                           | 16.3 (61.3)                           | 18.8 (65.8)                           | 19.1 (66.4)                           | 23.0 (73.4)                           | 21.0 (69.8)                           | 19.0 (66.2)                           | 20.0 (68.0)                           | 20.3 (68.5)                           | 18.3 (64.9)                           | 17.0 (62.6)                           | 11.8 (53.2)                           |
| Lượng Giáng thủy trung bình mm (inches) | 13.4 (0.53)                           | 3.7 (0.15)                            | 5.7 (0.22)                            | 14.6 (0.57)                           | 7.4 (0.29)                            | 0.9 (0.04)                            | 10.5 (0.41)                           | 26.2 (1.03)                           | 10.1 (0.40)                           | 18.5 (0.73)                           | 12.8 (0.50)                           | 15.9 (0.63)                           | 139.7 (5.50)                          |
| Độ ẩm tương đối trung bình (%)          | 73                                    | 73                                    | 70                                    | 66                                    | 64                                    | 64                                    | 60                                    | 64                                    | 67                                    | 67                                    | 69                                    | 73                                    | 68                                    |
| Nguồn: Trung tâm Khí hậu khu vực Jeddah |                                       |                                       |                                       |                                       |                                       |                                       |                                       |                                       |                                       |                                       |                                       |                                       |                                       |

| Tháng 1           | Tháng 2           | Tháng 3           | Tháng 4           | Tháng 5           | Tháng 6           | Tháng 7           | Tháng 8           | Tháng 9           | Tháng 10          | Tháng 11          | Tháng 12          |
| ----------------- | ----------------- | ----------------- | ----------------- | ----------------- | ----------------- | ----------------- | ----------------- | ----------------- | ----------------- | ----------------- | ----------------- |
| 26,8 °C (80,2 °F) | 26,6 °C (79,9 °F) | 27,6 °C (81,7 °F) | 28,9 °C (84,0 °F) | 30,7 °C (87,3 °F) | 31,9 °C (89,4 °F) | 31,5 °C (88,7 °F) | 31,6 °C (88,9 °F) | 32,0 °C (89,6 °F) | 32,0 °C (89,6 °F) | 30,5 °C (86,9 °F) | 28,7 °C (83,7 °F) |